# شبح (کال آو دیوتی)
سایمون «گوست» رایلی (به انگلیسی: Simon "Ghost" Riley) یک شخصیت در سری بازی‌های ندای وظیفه است که نخستین‌بار در بازی ندای وظیفه: جنگاوری نوین ۲ ظاهر شد. او به خاطر ماسک، هدست و گاهی عینک آفتابی قرمز تیره خود نیز معروف است.
سایمون رایلی ملقب به «گوست»  اهل بریتانیا ، ماهرترین تکاور گروه ضربت ۱۴۱ (Task Force 141) و همچنین در سرویس هوایی ویژه (SAS) و نیروی زمینی بریتانیا مشغول به کار است ، گذشته او در مینی سریال کمیک به عنوان یک بازمانده از آزار خانگی پدرش و مبارزه با مسائل پیچیده روان شناختی به تصویر کشیده می‌شود. معروف است که او انجام ماموریت‌ها را به تنهایی ترجیح می‌دهد و از مشکلات اعتماد رنج می‌برد.

## چهره واقعی گوست
گوست تا مدتی چهره مشخصی نداشت و با ماسک روح معروفش شناخته می‌شد، اما در ندای وظیفه: جنگاوری نوین ۲ (بازی ویدئویی ۲۰۲۲) چهره واقعی خود را نشان می‌دهد اما چهره او کاملاً مشخص نیست. این باعث شد تا کاربران به سراغ فایل‌های بازی بروند و چهره واقعی گوست را کشف کنند. او چهره سفیدپوستی دارد و و قسمت بالایی سرش سوخته است.